# Singye sa
Singye sa (신계사) – koreański klasztor, jeden z czterech głównych klasztorów wybudowanych w Górach Diamentowych.

## Historia klasztoru

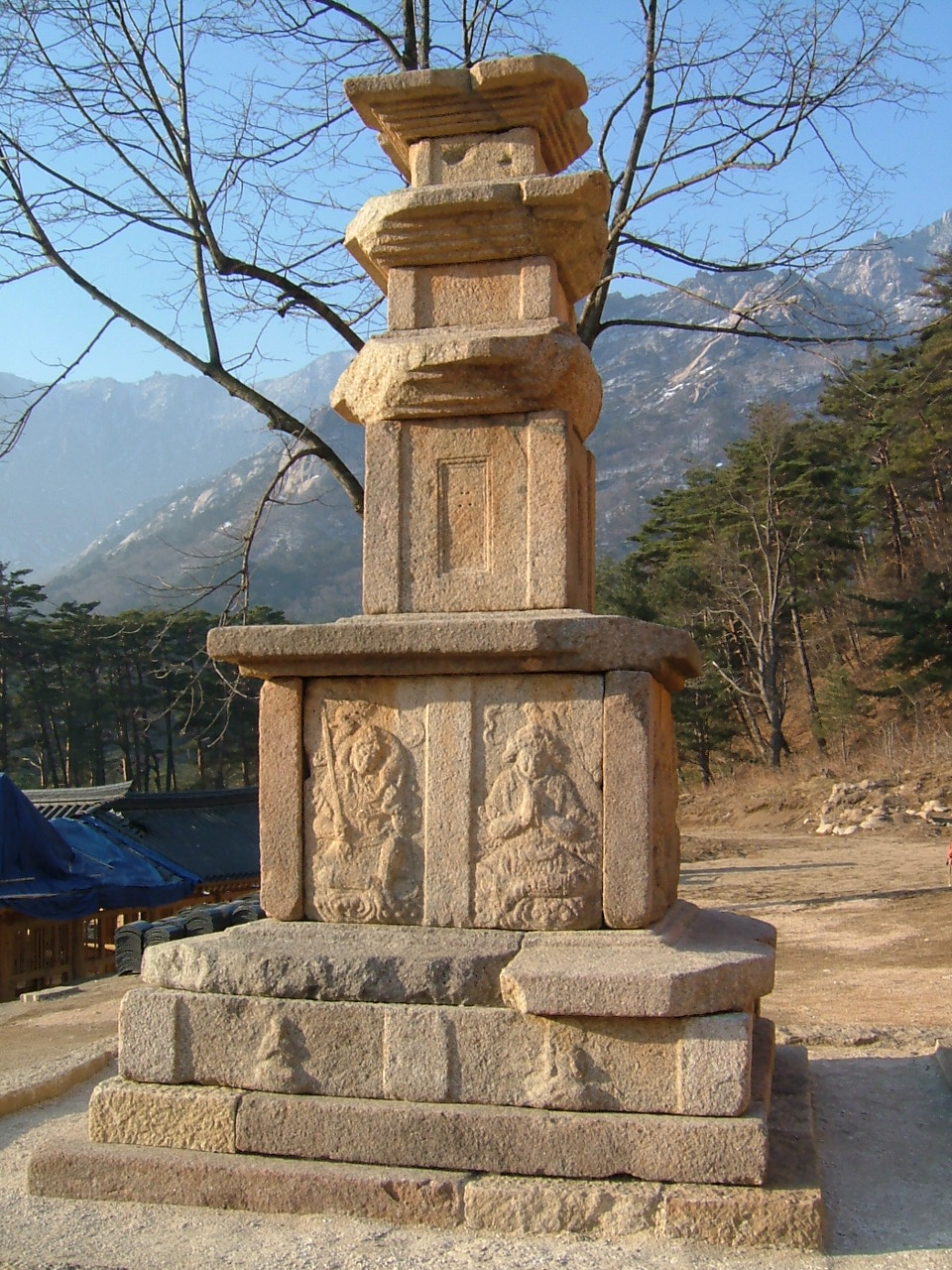
Stupa w klasztorze

Klasztor został zbudowany w 519 roku na jednym ze wschodnich zboczy słynnej góry Góry Diamentowej (kor. 금강산). 
Był to kiedyś jeden z największych z setek klasztorów wybudowanych na górze Kŭmgang. Należał również do czterech głównych klasztorów tej góry obok Ch'angan, Pyohun i Yujŏm.
W czasie japońskiej okupacji nosił nazwę Shinkei-ji.
W czasie wojny koreańskiej klasztor został zbombardowany bombami zapalającymi przez amerykańskie samoloty, co spowodowało jego kompletne zniszczenie. Ocalała jedynie kamienna stupa.
W roku 2004 po porozumieniu z zakonem chogye i obu rządów, rozpoczęto odbudowę klasztoru. Władze północnokoreańskie zezwoliły na zamieszkanie w nim w mnicha z Korei południowej, Chejŏnga Sunima, który pełni funkcję opata i czuwa nad rekonstrukcją budynków.
Obecnie klasztor ma już odbudowanych pięć budynków: wieżę dzwonu, budynek z pomieszczeniami mieszkalnymi, dwa budynki modlitewne oraz gmach główny Taeung. Budynek główny był kiedyś największym gmachem klasztoru. 
Klasztor ma całkowicie unikatowe wejście, bowiem nie wchodzi się do niego przez bramę, ale przechodzi pod budynkiem Manse (Budynek 10000 lat). Jest to piętrowa konstrukcja, na parterze znajdują się magazyny i przejście do klasztoru, a na piętrze – sala medytacyjna. 
Na głównym dziedzińcu stoi ocalała z bombardowania zabytkowa stupa, która jest Narodowym Skarbem nr 95.
Zakon chogye zebrał do tej pory 300 000 dolarów na odbudowę klasztoru. Jednak koszt odbudowy wyniesie ok. 8 milionów dolarów.

## Znane obiekty
- Stupa kamienna – Skarb Narodowy nr 95